# Charly Augschöll
Karl „Charly“ Augschöll (* 17. November 1955 in Innsbruck) ist ein österreichischer Jazzmusiker (Tenor-, Sopran- und Altsaxophon, Klarinette, Flöte, Gesang, Komposition).

## Leben und Wirken
Charly Augschöll erlernte zunächst Klarinette. Mit 14 Jahren begegnete er dem Gitarristen Walter Catulla aus Reutte, durch den er zum Jazz kam. Er absolvierte das Konservatorium Innsbruck, um seine Ausbildung auf der Musikhochschule Graz fortzusetzen; er war mehrfacher Preisträger großer österreichischer Wettbewerbe. Sein Studium finanzierte er sich als Musiker der volkstümlichen Tiroler Spatzen. Nach dem Diplom arbeitete er in einem Sinfonieorchester als Soloklarinettist; nach eineinhalb Jahren wandte er sich für immer dem Jazz zu.
Mitte der 1980er Jahre gründete er sein dem Funk verpflichtetes Quartett Hotline, das in unterschiedlichen Besetzungen seit mehr als 30 Jahre existiert. Seit Anfang der 1990er Jahre tourte er über viele Jahre mit Charly Antolinis Jazz Power. Weiterhin arbeitete er mit Chaka Khan, Johnny Guitar Watson, Shirley Bassey, Gloria Gaynor, Joy Fleming, Barbara Dennerlein, Aladár Pege und Art Farmer.

## Diskographische Hinweise
- Get the Groove! (Koch Records 1985, mit Thomas Bauer, Martin Thalhammer, Max Kinker)
- Charly Antolini, Charly Augschöll, Niels Henning Ørsted Pedersen, Fritz Pauer On the Beat (Bell Records 1993)
- All the Best (2008)
- Max Greger jun. & Charly Augschöll Max Meets Charly (2008)
- Crossfire (2013, mit Jan Eschke, Robert Zimmermann, Max Kinker)

## Lexikalischer Eintrag
- Uwe Harten: Augschöll, Karl. In: Oesterreichisches Musiklexikon. Online-Ausgabe, Wien 2002 ff., ISBN 3-7001-3077-5; Druckausgabe: Band 1, Verlag der Österreichischen Akademie der Wissenschaften, Wien 2002, ISBN 3-7001-3043-0.